# Смит, Джонатан
Джонатан Скотт Смит (англ. Jonathan Scott Smith; род. 9 мая 1961, Сейлем, Массачусетс) — американский гребец, выступавший за сборную США по академической гребле в период 1983—1992 годов. Серебряный призёр летних Олимпийских игр в Лос-Анджелесе, бронзовый призёр Олимпийских игр в Сеуле, чемпион мира, серебряный призёр Игр доброй воли, чемпион Панамериканских игр, победитель и призёр многих регат национального значения.

## Биография
Джонатан Смит родился 9 мая 1961 года в городе Сейлем, штат Массачусетс.
Занимался академической греблей во время учёбы в Академии Филлипса в Эксетере, которую окончил в 1979 году. Затем проходил подготовку в гребной команде Брауновского университета.
Первого серьёзного успеха в гребле на взрослом международном уровне добился в сезоне 1983 года, когда вошёл в основной состав американской национальной сборной и побывал на Панамериканских играх в Каракасе, откуда привёз награду золотого достоинства, выигранную в зачёте распашных рулевых восьмёрок.
Благодаря череде удачных выступлений удостоился права защищать честь страны на летних Олимпийских играх 1984 года в Лос-Анджелесе — в программе безрульных четвёрок финишировал в главном финале вторым, пропустив вперёд только экипаж из Новой Зеландии, и тем самым завоевал серебряную олимпийскую медаль.
В 1985 году выступил на чемпионате мира в Хазевинкеле, где стал бронзовым призёром в восьмёрках.
На Играх доброй воли 1986 года в Москве выиграл серебряную медаль в зачёте рулевых четвёрок.
В 1987 году в восьмёрках одержал победу на мировом первенстве в Копенгагене.
На Олимпийских играх 1988 года в Сеуле в составе экипажа-восьмёрки в финале пришёл к финишу третьим позади команд из Западной Германии и Советского Союза — таким образом добавил в послужной список бронзовую олимпийскую награду.
После сеульской Олимпиады Смит остался в составе гребной команды США на ещё один олимпийский цикл и продолжил принимать участие в крупнейших международных регатах. Так, в 1990 году он стартовал на Играх доброй воли в Сиэтле.
Находясь в числе лидеров американской национальной сборной, благополучно прошёл отбор на Олимпийские игры 1992 года в Барселоне — на сей раз попасть в число призёров не смог, в парных двойках квалифицировался лишь в утешительный финал B и расположился в итоговом протоколе соревнований на девятой строке. Вскоре по окончании этих соревнований принял решение завершить спортивную карьеру.